# Forsteronia chiriquensis
Forsteronia chiriquensis är en oleanderväxtart som beskrevs av Robert Everard Woodson. Forsteronia chiriquensis ingår i släktet Forsteronia och familjen oleanderväxter. Inga underarter finns listade i Catalogue of Life.